# Glyphostoma golfoyaquense
Glyphostoma golfoyaquense is een slakkensoort uit de familie van de Clathurellidae. De wetenschappelijke naam van de soort is voor het eerst geldig gepubliceerd in 1917 door Maury.